# Le Chambon, Ardèche
Le Chambon là một xã ở tỉnh Ardèche, vùng Auvergne-Rhône-Alpes ở đông nam nước Pháp.